# Thomas Xenakis
Thomas Xenakis (n. 30 martie 1875, Naxos, Administrația descentralizată a Mării Egee⁠⁠(d), Grecia – d. 7 iulie 1942, Orange, California, SUA) a fost un gimnast artistic ce a reprezentat Grecia, medaliat olimpic. A participat la o ediție a Jocurilor Olimpice (1896) în care a câștigat două medalii de argint.

## Participări
Lista de mai jos prezintă principalele competiții la care a participat Thomas Xenakis de-a lungul carierei.
- Gimnastică la Jocurile Olimpice de vară din 1896 - Cățărarea pe frânghie (masculin)